# انستیتو ادبیات تطبیقی و جامعه
انستیتو ادبیات تطبیقی و جامعه یکی از انستیتوهای اقماری وابسته به دانشگاه کلمبیا در شهر نیویورک است که وظیفۀ اصلی آن کمک به رشد مطالعات بینارشته‌ای در حوزه‌های ادبیات، علوم اجتماعی، معماری، تاریخ هنر، مطالعات سینمایی، مطالعات فرهنگ بصری، مردمشناسی، و علوم سیاسی است. این انستیتو در دهۀ ۹۰ میلادی توسط گایاتری چاکراورتی اسپیواک و آندریاس هویسن بنیانگذاری شده است و ریاست آن اکنون بر عهدۀ لیدیا لیو (Lydia Liu) است.
انستیتو ادبیات تطبیقی و جامعه رأسًا در مقطع دکتری دانشجو نمی‌پذیرد. کلیۀ دانشجویان مقطع دکتری این انستیتو باید در وهلۀ نخست در یکی از دپارتمان‌های دانشگاه کلمبیا پذیرش گرفته و سپس برای اخذ مدرک دوم دکتری از این مؤسسه پذیرش بگیرند. دانشجویان برای اخذ درجۀ دکتریِ این مؤسسه مجبور به گذراندن تعدادی واحد مشخص در حوزۀ ادبیات تطبیقی، تعدادی واحد درسی که در آن زبان تخصصی به غیر از انگلیسی مورد نیاز است، هستند. ضمناً برای دریافت مدرک ضروری است که دست کم یک نفر از کمیتۀ ۳ نفرۀ امتحان جامع هر دانشجو از استادان این انستیتو باشد و در زمان دفاع از رسالۀ دکتری نیز حتمًا یکی از استادان این انستیتو عضو کمیتۀ ۵ نفرۀ رساله باشد.
انستیتو ادبیات تطبیقی و جامعه یکی از مراکز مهم ارائۀ دورۀ پسا-دکترا در حوزۀ علوم انسانی در دانشگاه کلمبیا است.

## نگارخانه

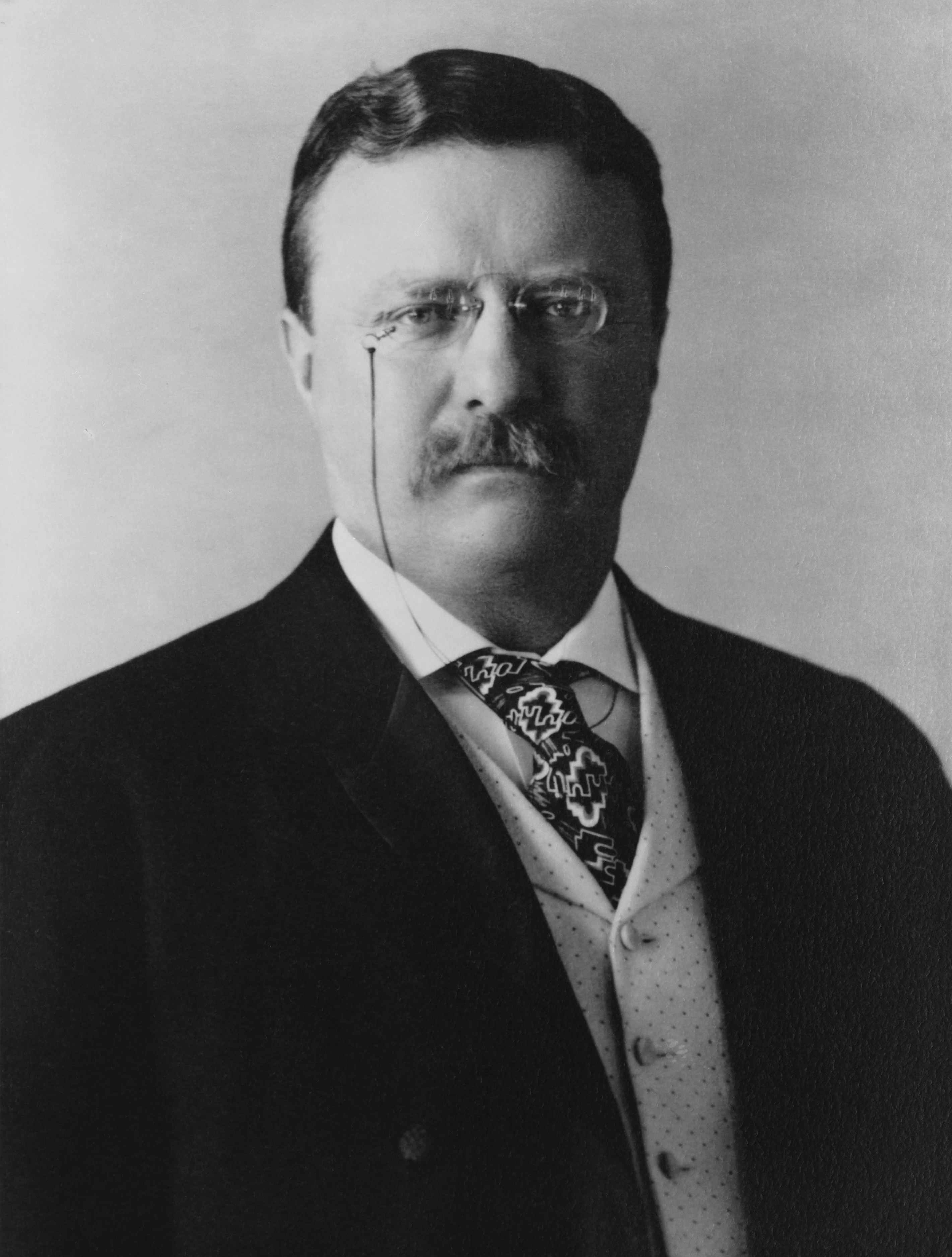
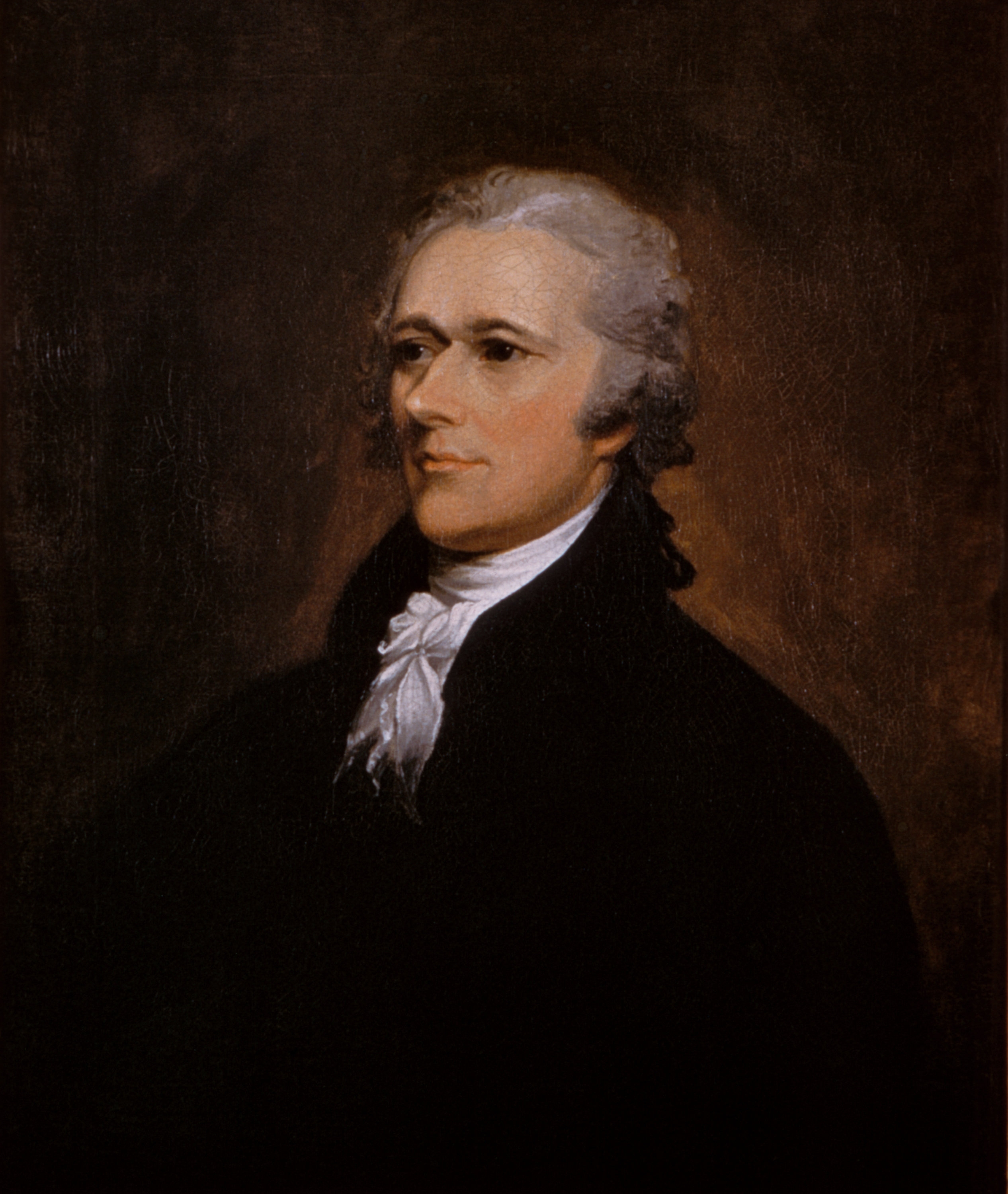
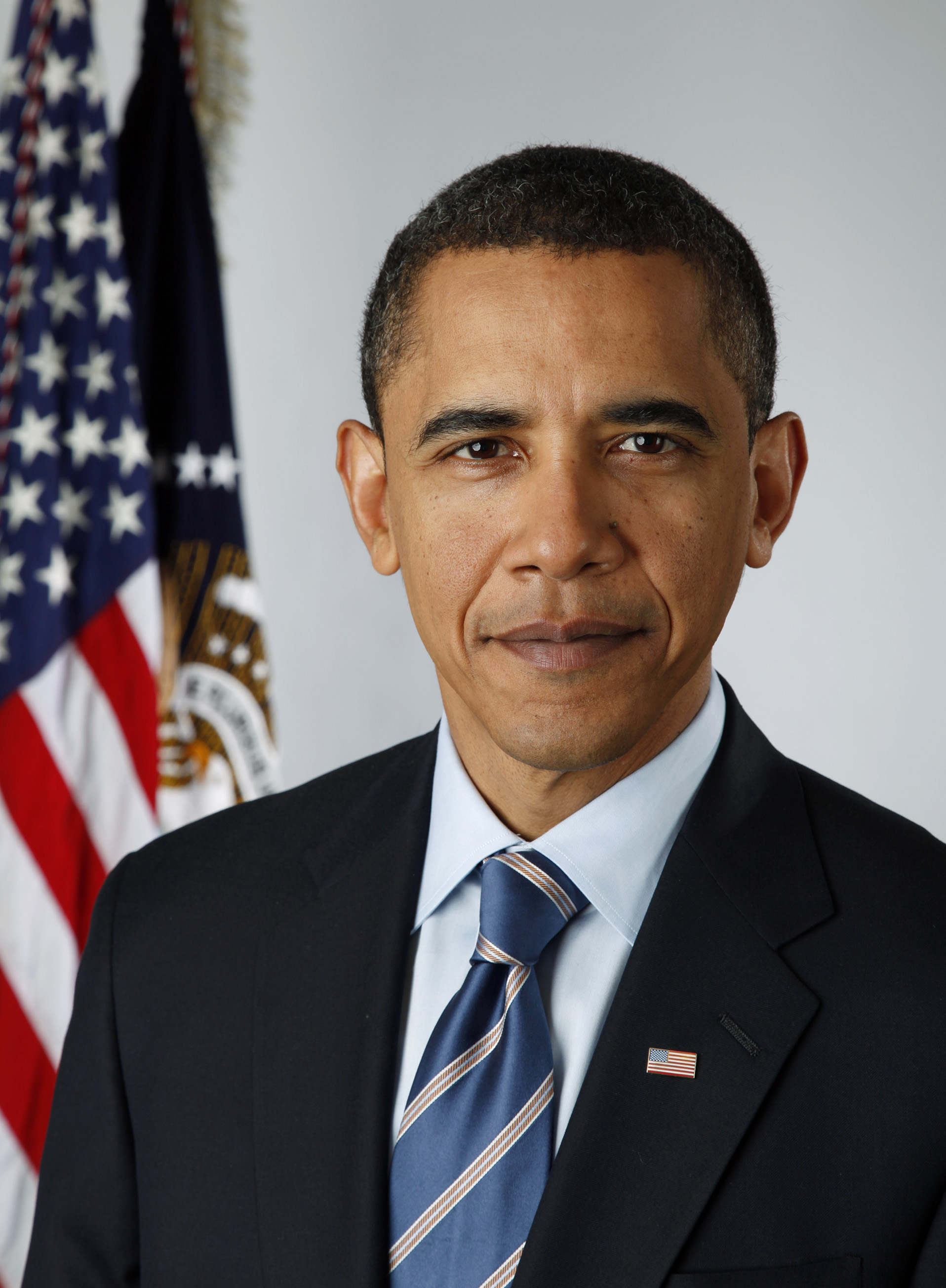
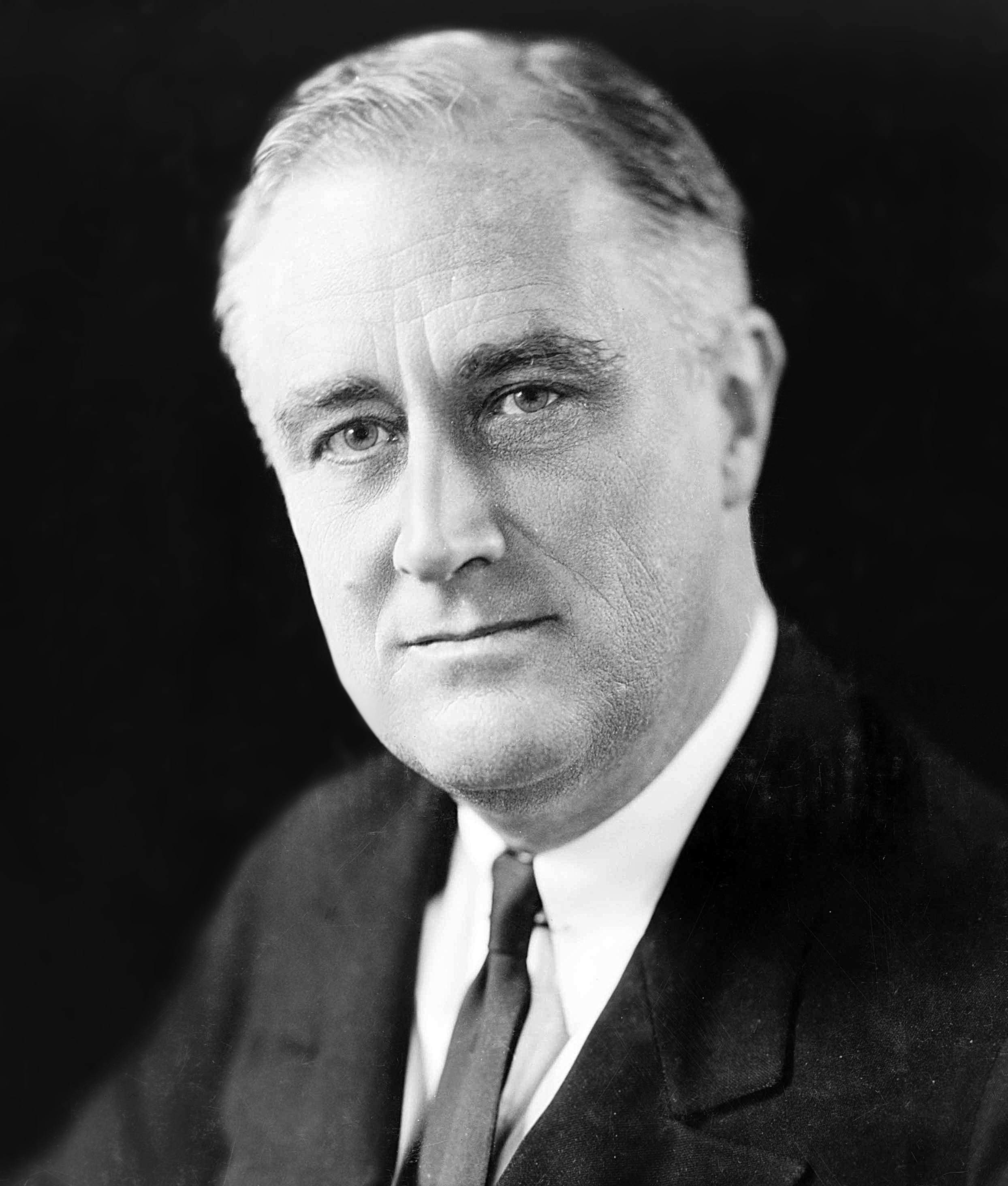
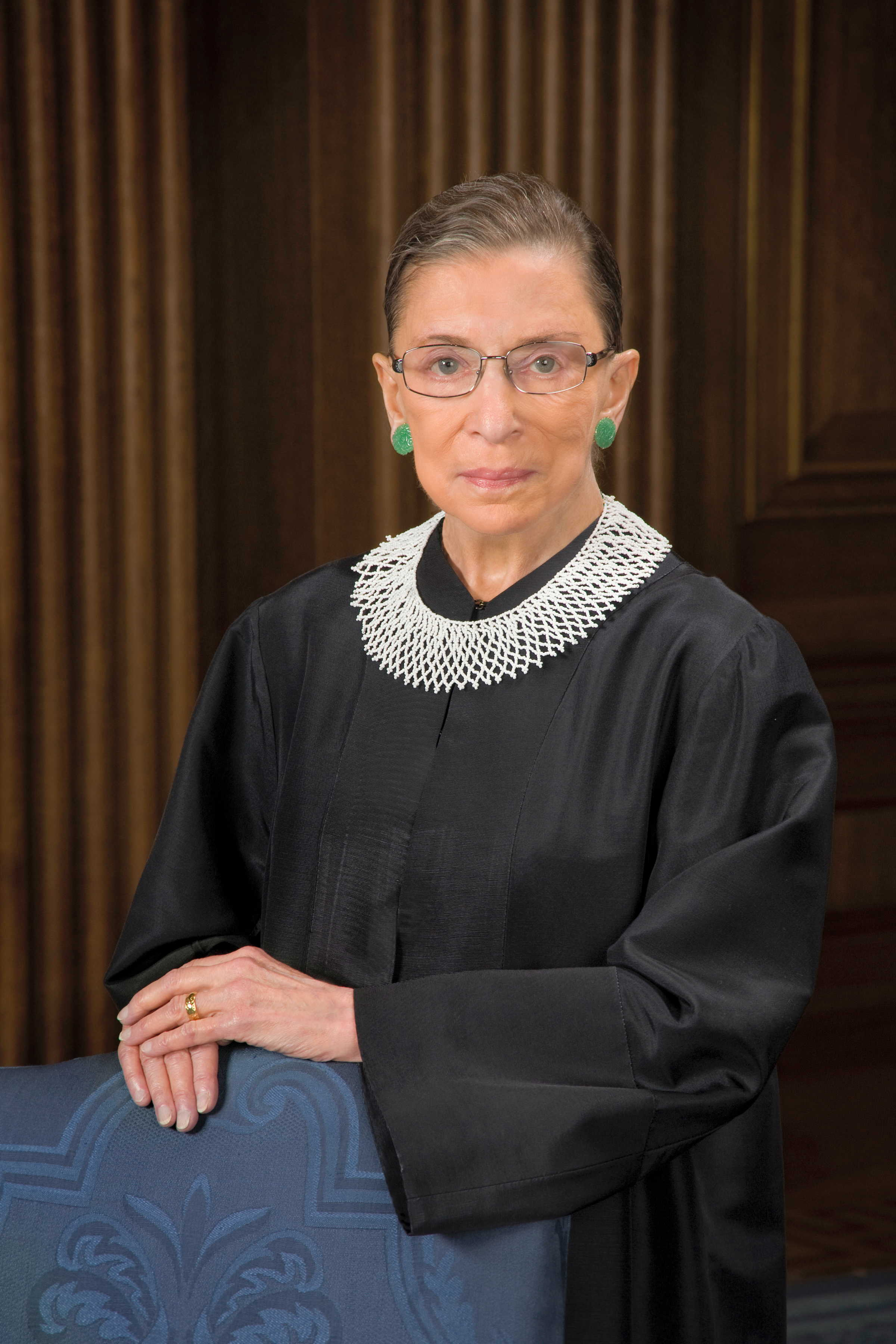
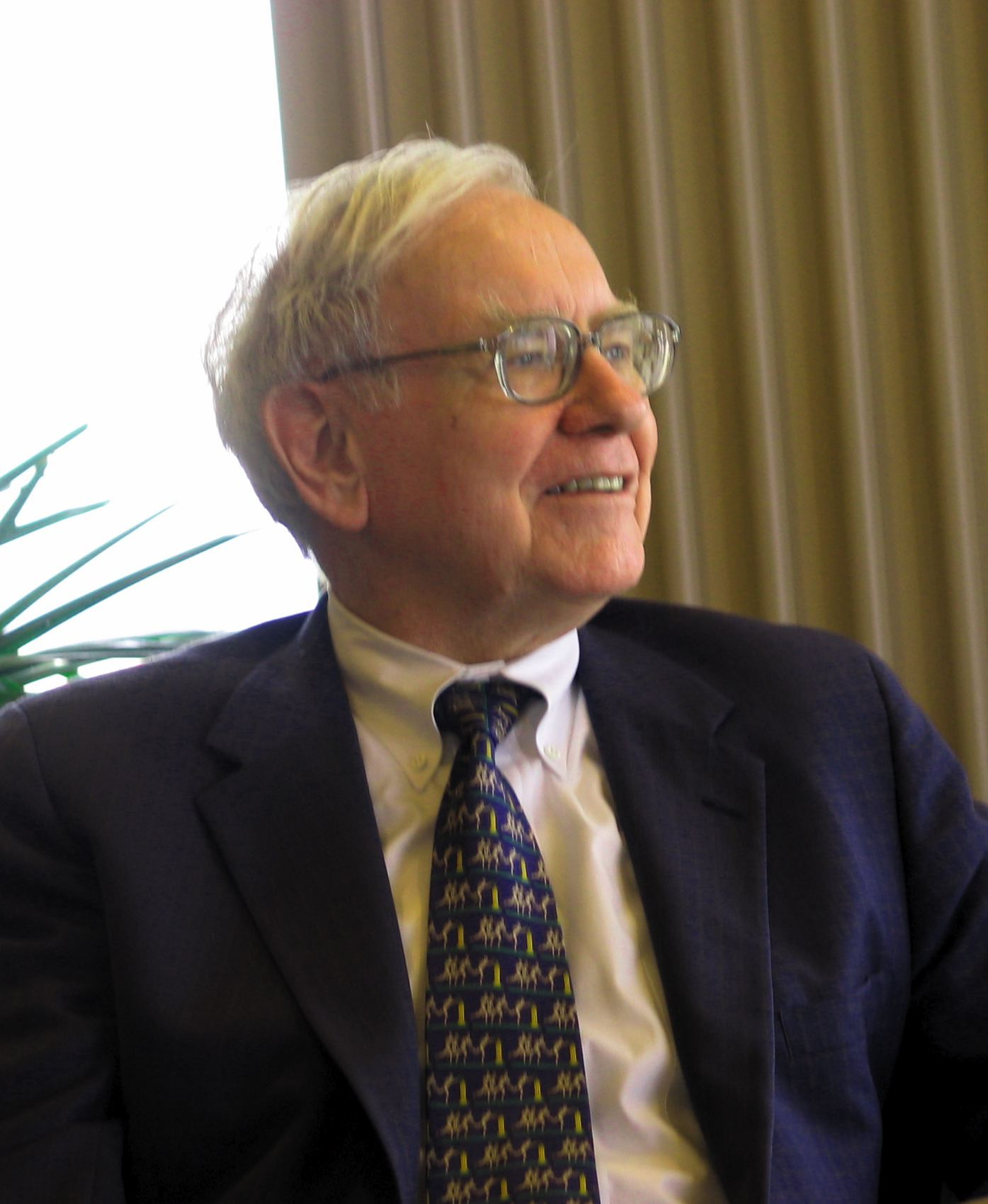